# Freibetrag
Ein Freibetrag, abgekürzt FB, ist im Steuerrecht ein Betrag, der die Steuerbemessungsgrundlage mindert.

## Allgemeines
Im Gegensatz zur Freigrenze müssen bei Überschreitung des Freibetrags nicht die gesamten Einkünfte versteuert werden, sondern nur der den Freibetrag übersteigende Teil der Einkünfte. Das deutsche Steuerrecht kennt zahlreiche Freibeträge, die teils aus sozialen Gründen eingeführt wurden, teils der Vereinfachung des Besteuerungsverfahrens dienen. Der Freibetrag wird maximal bis zur Bezugsgröße abgezogen, d. h. durch den Abzug des Freibetrages kann sich kein negativer Wert ergeben.

## Freibeträge im deutschen Steuerrecht
Die wichtigsten Freibeträge im deutschen Steuerrecht sind:

### Einkommensteuer
- Grundfreibetrag: Als Grundfreibetrag bezeichnet man den Teil des Einkommens, auf den keine Einkommensteuer erhoben wird. Er ist Bestandteil des Einkommensteuertarifs. Im Veranlagungszeitraum 2024 beträgt er 11.784 Euro (§ 32a Abs. 1 Nr. 1 EStG). Im Jahr 2025 beträgt der Grundfreibetrag 12.096 Euro.[1]

- Sparer-Pauschbetrag: Kapitalerträge werden nur besteuert, wenn und soweit sie 1000 Euro pro Jahr übersteigen (§ 20 Abs. 9 EStG). Der Sparer-Pauschbetrag wurde im Jahr 2009 als Ersatz für die zuvor geltende Werbungskostenpauschale und den Sparerfreibetrag eingeführt.

```
Beispiel (bis 2008):

Einnahmen
 aus Kapitalvermögen (z.
 
B. Zinsen)    10.000 Euro
./.
Werbungskostenpauschale
                          51 Euro
./.
Sparerfreibetrag
                                750 Euro
= Steuerbemessungsgrundlage                      9.199 Euro
= 
Einkünfte aus Kapitalvermögen
```

```
Beispiel (2023):

Einnahmen
 aus Kapitalvermögen (z.
 
B. Zinsen)    10.000 Euro
./.
Sparer-Pauschbetrag
                           1.000 Euro
= Steuerbemessungsgrundlage                      9.000 Euro
= 
Einkünfte aus Kapitalvermögen
```

- Freibetrag bei der Veräußerung von Unternehmen(steilen): § 16 Abs. 4 EStG, ähnlich § 17 Abs. 3 EStG. Beide Freibeträge reduzieren sich, sofern der Gewinn aus dem Verkauf eine bestimmte Höhe übersteigt, so dass bei hohen Gewinnen kein Freibetrag mehr gewährt wird.
- Kinderfreibetrag nach § 32 EStG
- Alleinerziehendenentlastungsbetrag nach § 24b EStG
- Altersentlastungsbetrag nach § 24a EStG
- Ausbildungsfreibetrag nach § 33a Abs. 2 EStG
- Freibetrag für Einkünfte aus Land- und Forstwirtschaft nach § 13 Abs. 3 EStG
- Übungsleiterfreibetrag nach § 3 Nr. 26 EStG
- Rabattfreibetrag nach § 8 Abs. 3 EStG
- Versorgungsfreibetrag nach § 19 Abs. 2 EStG

Bei Arbeitnehmern ermäßigen einkommensteuerliche Freibeträge unterjährig die Lohnsteuer, sofern sie als Lohnsteuerfreibetrag in die elektronischen Lohnsteuerabzugsmerkmale (früher Lohnsteuerkarte) eingetragen wurden.

### Erbschaftsteuer/Schenkungssteuer
- Sachliche Freibeträge:
  - § 13 ErbStG: Steuerfrei bleiben: Hausrat bis zu einem Wert von 41.000 € und andere bewegliche körperliche Gegenstände bis zu einem Wert von 12.000 €, jeweils nur bei Personen der Steuerklasse I (s. u.), ansonsten nur für insgesamt 12.000 €.

- Persönliche Freibeträge nach § 16 ErbStG:
  - Ehegatten und Lebenspartner: 500.000 €
  - Kinder und Kinder verstorbener Kinder: 400.000 €
  - Kinder der Kinder: 200.000 €
  - restliche Personen der Steuerklasse I (u. a.: Eltern und Großeltern): 100.000 €
  - Personen der Steuerklasse II (u. a.: Geschwister, Schwiegereltern und -kinder): 20.000 €
  - Personen der Steuerklasse III: 20.000 €

Diese Freibeträge gelten für einen Zeitraum von zehn Jahren: Alle innerhalb dieser zehn Jahre durch Schenkungen und/oder Erbschaften eingenommenen Beträge werden zusammengerechnet. Nach Ablauf dieses Zeitraumes beginnen neue zehn Jahre mit gleichen Freibeträgen.

### Freibeträge bei anderen Steuerarten
- Gewerbesteuer: Personengesellschaften und Einzelunternehmer werden zur Gewerbesteuer herangezogen, wenn und soweit ihr Gewerbeertrag 24.500 € im Jahr übersteigt (§ 11 Abs. 1 GewStG). Mit dem Freibetrag wird berücksichtigt, dass Personengesellschaften und Einzelunternehmer den Unternehmerlohn nicht vom Gewinn abziehen dürfen, wie es Kapitalgesellschaften bei den Geschäftsführervergütungen tun dürfen, selbst wenn der Geschäftsführer gleichzeitig Gesellschafter ist.

- Körperschaftsteuer: Freibetrag für bestimmte Körperschaften (§ 24 KStG, § 25 KStG)

## Freibeträge, Freigrenzen und Pauschbeträge
Von Freibeträgen zu unterscheiden sind Freigrenzen sowie Pauschbeträge wie beispielsweise Werbungskosten- und Behindertenpauschbeträge, die ähnliche Zielsetzungen und Wirkungen haben.
- Freibetrag vs. Freigrenze: Während ein Freibetrag auch dann noch gewährt wird, wenn die Einkünfte den Freibetrag überschreiten, wird eine Freigrenze dann nicht mehr gewährt.

Beispiel: Freibetrag bzw. Freigrenze: 100 €, Einkünfte Fall a: 90 €, Fall b: 110 €.
zu versteuern Fall a: in beiden Fällen 0 €
zu versteuern Fall b: Freibetrag: 10 € (110 € – 100 €); Freigrenze: 110 € (da 110 € > 100 €).
Gesetzestechnisch lautet die Formulierung für einen Freibetrag z. B.: „Einnahmen werden der Besteuerung unterworfen, soweit sie ... € (Freibetrag) übersteigen“, bei einer Freigrenze dagegen: „Einnahmen bleiben steuerfrei, wenn sie ... € (Freigrenze) nicht übersteigen“. Eine Freigrenze von 1.000 € seit 1. Januar 2024 gibt es z. B. bei Einkünften aus privaten Veräußerungsgeschäften (Spekulationsgeschäfte) nach § 23 Abs. 3 S. 5 EStG.
- Freibetrag vs. Werbungskostenpauschbetrag: Ein Freibetrag wird nach Abzug von Werbungskosten gewährt, während ein Werbungskostenpauschbetrag wegfällt, wenn man höhere Werbungskosten geltend machen will. Beispiel: Bei Einnahmen von 1.000 € und Ausgaben (Werbungskosten, WK) von Fall a: 50 €, Fall b: 200 € wird ein Freibetrag (FB) und ein Werbungskostenpauschbetrag (WKP) von jeweils 100 € gewährt.

Fall a: zu versteuern: 1.000 € – 100 € (WKP) – 100 € (FB) = 800 €. Da die tatsächlichen Werbungskosten geringer sind als der Pauschbetrag, können sie nicht angesetzt werden, stattdessen wird der Pauschbetrag angesetzt.
Fall b: zu versteuern: 1.000 € – 200 € (WK) – 100 € (FB) = 700 €. Da die tatsächlichen Werbungskosten den Pauschbetrag übersteigen, kann dieser nicht mehr genutzt werden.